# Puitonsaari
Puitonsaari is een Zweeds eiland en is gelegen in de rivier de Torne, die hier de grens vormt tussen Zweden en Finland. Het heeft geen oeververbinding. Het meet ongeveer 200 x 100 meter. Het eiland ligt ter hoogte van de plaats Kieri, gemeente Övertorneå.
Ajasaari · Apajasaari · Esisaari · Fluurinsaari · Haapasaari (Neistenkangas) · Haapasaari (Ylitornio) · Haapakylänsaari · Hietanen (Junosuando) · Hietanen (Risudden) · Hietasaari · Hurulanhieta · Huukinsaari · Isomatala · Jokarasaari · Julkatteensaari · Kahvisaari · Kalliosaari · Kammalisaari · Karhakansaari · Karjosaari · Kauvosaari · Keppaansaari · Koivusaari · Korkeasaari · Korvenhieta · Kuoksunsaari · Kurkkiosaari · Kustonhieta · Kuusisaari (Anttis) · Kuusisaari (Junosuando) · Kuusisaari (Kurkkio) · Kuusisaari (Lovikka) · Kuussaari · Kylänsaari (Alkullen) · Kylänsaari (Pello) · Lampssaari · Laurinhieta · Lehmisaari · Lehtisaari · Leipiösaari · Lethisaari · Liakansaari · likasaari · Makottimensaari · Matosaari · Mattilansaari · Mikkolansaari · Mustasaari · Muurassaari · Nautapuojinsaari · Niittysaari · Nivansaari · Nyttysaari · Oravaisensaari · Paakosaari · Paamasaari · Paavosaari · Pahtasaari · Palasaari · Palosaari · Patokari · Pättäkkäsaari · Peittarisaari · Peltosaari · Pikisaari · Pikkumatala · Pohjukansaari · Porosaari · Puitonsaari · Puittamonsaari · Pukulmi · Revonniemi · Roomisaari · Rovanhieta · Rovasaari · Ruottinsaari · Saari (eiland) · Sauvosaari · Savisari · Selkasaari · Servosaari · Sölkäsaari · Suensaari · Suomenlainen · Tanskinsaari · Teppolansaari · Toivolansaari · Torakansaari · Vähäsaari · Vainsaari · Vasikkasaari · Vittasaari · Vuopionsaari